# ماریس کلسدونی
ماریس کلسدونی (انگلیسی: Maris; ۱ ژانویهٔ ۰۲۰۱ – ۱ ژانویهٔ ۰۴۰۰) کشیش و اسقف خلقیدون در قرن چهارم و از حامیان برجسته آریانیسم بود.